# Войцех Малайкат
Войцех Кароль Малайкат (пол. Wojciech Karol Malajkat; нар.. 16 січня 1963 року, Мронгово, Польща) — польський актор, театральний режисер і педагог.

## Біографія
У 1986 році Войцех Малайкат закінчив Кіношколу в Лодзі. З того ж року почав виступати в Театрі-Студіо і Національному театрі у Варшаві. 22 серпня 2005 року за дорученням президента Польщі Войцех Маляйкат був нагороджений за досягнення в художній діяльності"Хрестом Заслуги". З січня 2009 року працює директором і художнім керівником театру «Сирена». Він є професором у Театральній академії імені Александра Зельверовича у Варшаві. Найпопулярніші його фільми — це «Чорні ступні», «Вогнем і мечем» та «Листи до М.».
З 1 вересня 2016 року Войцех Малайкат обраний ректором Театральної академії імені Александра Зельверовича у Варшаві.

## Фільмографія
| Рік  | Назва                                        | Персонаж                            |
| ---- | -------------------------------------------- | ----------------------------------- |
| 1985 | Żuraw i czapla                               | колега Касі                         |
| 1986 | Pogrzeb lwa                                  | Генрі                               |
| 1986 | Чорні ступні                                 | Анджей Врубель                      |
| 1986 | ЕЦД: Експериментальний сигнал добра          | Кшиштоф                             |
| 1987 | O rany, nic się nie stało!!!                 | Яцек                                |
| 1987 | Zad wielkiego wieloryba                      | Роберт                              |
| 1987 | Cesarskie cięcie                             | Марек Сикут                         |
| 1988 | Serenite                                     | Вітольд у молодості                 |
| 1989 | Мистецтво любові                             | актор у театрі                      |
| 1989 | Стан страху                                  | Ян Малецький                        |
| 1989 | Odbicia (серіал)                             | Томек                               |
| 1989 | Дежа вю                                      | німецький велосипедист              |
| 1990 | Скажи мені, Рокфеллер!                       | Людвік Прайські, вчитель хімії      |
| 1990 | Zabić na końcu                               | Швагер/Швагровський                 |
| 1991 | Панни і вдови (серіал)                       | Герберт                             |
| 1991 | Дуже важлива персона                         | Роман Наторськи                     |
| 1992 | Прекрасна незнайомка                         | поручик Микита Андрійович Обозов    |
| 1993 | Мисливець: Остання сутичка                   | Ян, батько Яника                    |
| 1993 | Павучихи                                     | Анджей                              |
| 1994 | Bank nie z tej ziemi                         | Годек                               |
| 1995 | Страсний тиждень                             | Ян Малецький                        |
| 1995 | Шабля коменданта                             | Ян                                  |
| 1996 | Бар «Атлантік»                               | поет Міленіуш Скорек                |
| 1999 | Вогнем і мечем                               | Жендзян                             |
| 1999 | На добро і на зло (серіал)                   | Ігор (2000)                         |
| 2000 | Klasa na obcasach                            | Клеменс                             |
| 2000 | Бандитський Петербург: Адвокат (міні-серіал) | Марек Зеліньский                    |
| 2003 | Ненаситність                                 | оповідач/полковник Михайло Венборек |
| 2003 | Королева хмар                                | Петро                               |
| 2003 | Sprawa na dziś (міні-серіал)                 | вчитель Яблоновський                |
| 2004 | Пансіонат під трояндою (серіал)              | Веслав Роса                         |
| 2006 | Сатана з 7 класу                             | професор Гонсовські                 |
| 2006 | Сатана в сьомому класі (міні-серіал)         | професор Гонсовські                 |
| 2006 | Любов в підземному переході                  | Богдан «Моцарт»                     |
| 2010 | Новачок (серіал)                             | Кузняр                              |
| 2011 | Листи до М.                                  | Войцех                              |
| 2012 | Правосуддя Агати (серіал)                    | Павло Фабіанські (2014)             |
| 2014 | Громадянин                                   | Липський                            |

## Режисер
| Рік  | Назва                                                     | Фільм      | Театральна постановка |
| ---- | --------------------------------------------------------- | ---------- | --------------------- |
| 2007 | Wolny jeździec                                            | Green tick |                       |
| 2007 | Chłopiec z gwiazd (в Театрі «Dzieci Zagłębia» в Бендзині) |            | Green tick            |
| 2007 | Hipnoza (в Театрі «Bajka» у Варшаві)                      |            | Green tick            |
| 2008 | Pajęcza sieć (в Театрі «Syrena» у Варшаві)                |            | Green tick            |
| 2015 | Plotka (Театр ім. Олександра Севрука в Ельблонзі)         |            | Green tick            |